# 啸鹭
啸鹭（学名：Syrigma sibilatrix）是鹈形目鹭科的一种鸟类，属于单型的啸鹭属（学名：Syrigma）。
啸鹭体重约463克，翼长约29.00厘米，喙宽度约10.4毫米，喙厚度约13.3毫米，嘴峰长约69.2毫米，跗蹠长约87.8毫米，尾长约10.38厘米。
啸鹭具有部分的迁徙性，栖息在湖泊、沼泽等湿地环境，它们是食肉动物。

## 亚种
- Syrigma sibilatrix fostersmithi，分布在哥伦比亚和委内瑞拉。
- Syrigma sibilatrix sibilatrix，分布在玻利维亚至巴西东南部和阿根廷东北部。[4]